# Praguerie

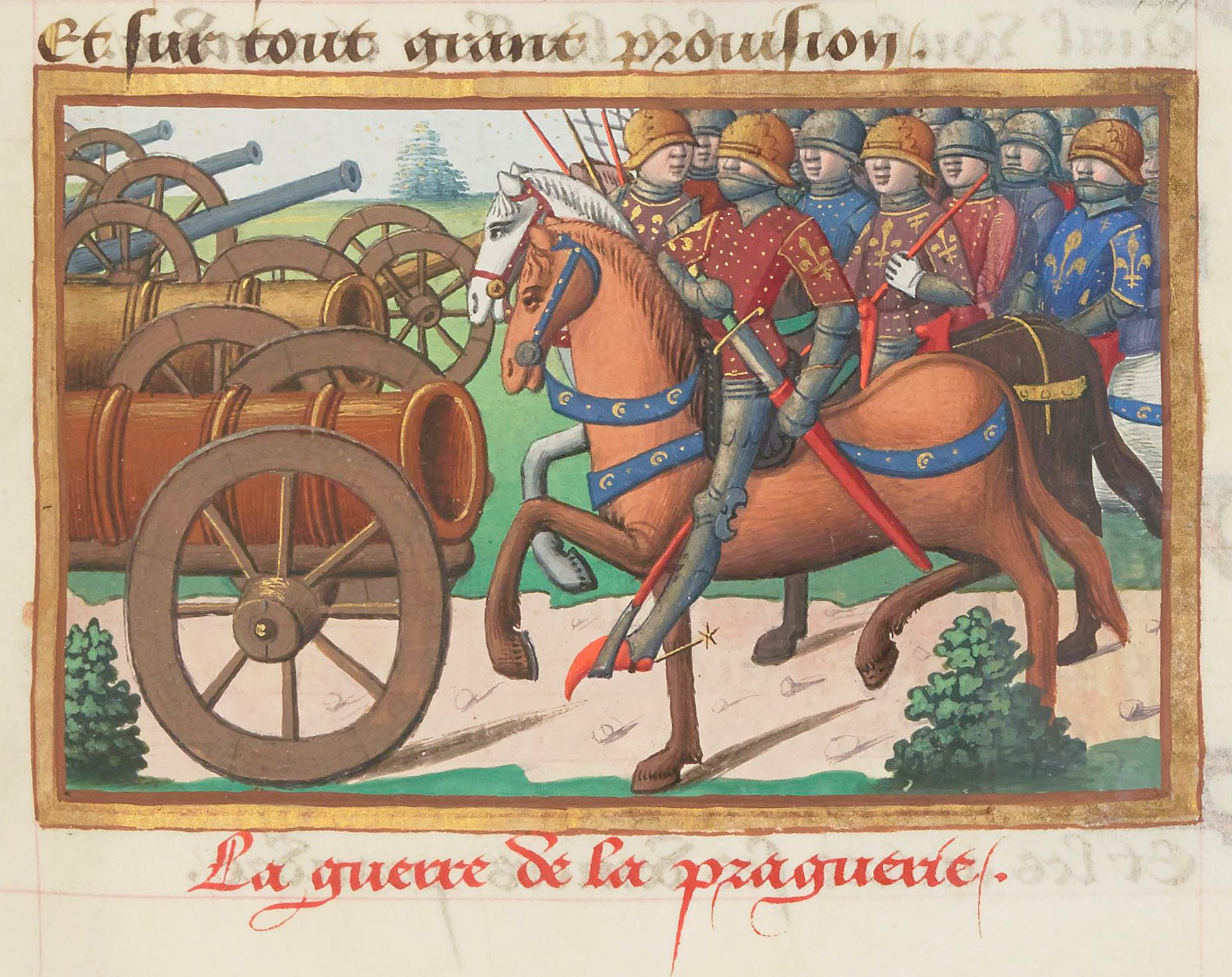
La praguerie in una miniatura del 1484

La Praguerie fu una rivolta della nobiltà francese contro il re Carlo VII nel 1440.

## Storia
Il nome derivò da una sommossa simile avvenuta poco tempo prima a Praga, in Boemia, a quel tempo strettamente connessa alla Francia attraverso il Casato di Lussemburgo, sovrani di Boemia. La ribellione fu cagionata dalle riforme di Carlo VII alla fine della Guerra dei Cent'anni, mediante le quali tentò di ridurre l'anarchia nel paese. Il tentativo di diminuire le bande di soldataglie razziatrici, e specialmente i decreti ignorati dalle terre della Langue d'oïl ad Orléans nel 1439, che non solo concedevano al monarca un contributo di 100 000 franchi (un atto che in seguito fu inteso dal re come un appannaggio, in modo tale da liberarlo dal controllo del parlamento sull'erario), ma richiedevano inoltre la nomina reale degli ufficiali dell'esercito, segnarono un aumento delle prerogative del re, che la nobiltà decise di sfidare.
Il principale fomentatore fu Carlo I duca di Borbone, che tre anni prima aveva tentato una sollevazione simile, e che era stato costretto a chiedere perdono al sovrano. Carlo I e il fratellastro, Alessandro, furono raggiunti da Georges de la Tremoille, Giovanni VI duca di Bretagna, che si alleò con gli inglesi, Giovanni II duca di Alençon, Luigi conte di Vendôme, e dai capitani dei mercenari, quali Antonio de Chabannes o Jean de la Roche. Il duca di Borbone guadagnò alla sua causa il Delfino Luigi, allora sedicenne, e propose di deporne il padre facendolo reggente. 
Luigi fu facilmente indotto a ribellarsi, ma il paese fu salvato da una pericolosa guerra civile dall'energia degli ufficiali del re e dalla solida lealtà delle sue "buone città". Il Conestabile Richemont marciò con le truppe del re nel Poitou e in due mesi sottomise il paese. L'artiglieria reale abbatté le roccaforti feudali. Il Delfino ed il duca di Alençon fallirono nel propagare il tumulto in Alvernia e pertanto questo si estinse, eccetto che per alcune ultime devastazioni e saccheggi in Saintonge e nel Poitou, che l'esercito reale non riuscì ad impedire.
Carlo tentò allora di garantirsi la fedeltà del duca di Borbone tramite l'elargizione di una congrua pensione, perdonò i ceti elevati che si erano ribellati e insediò suo figlio nel Delfinato. L'ordinanza di Orléans divenne esecutiva.